# Уогяле, Аницетас
Аницетас Бенедиктович Уогя́ле (лит. Anicetas Uogelė, 12 апреля 1933, близ г. Жагаре, Литва — 20 апреля 2020, Шяуляй, Литва) — литовский шахматист, теоретик, судья соревнований, журналист. По образованию техник-строитель.

## Биография
Во время войны раненый в ноги, жизнь посвятил шахматам.
С 1953 г. 25 раз играл в финалах шахматных чемпионатов Литвы (1965 г. I—II место с Микенасом Владасом Ионовичем, в 1980 г. — III место). 83 раза играл в шахматных соревнованиях в России, Латвии, Эстонии, Белоруссии, Украине, Грузии, Азербайджане, Молдавии, Румынии, Венгрии, Чехии, Болгарии, Словакии, Польше, Хорватии.
Судья всесоюзной категории с 1978 г. Судья финалов Спартакиад народов СССР в Риге (1975 г.), Москве (1983 г.) при участии чемпионов мира: В. Смыслова, М. Таля, Т. Петросяна, Б. Спасского, А. Карпова, Н. Гаприндашвили, будущего чемпиона Г. Каспарова, судья женского чемпионата СССР в Вильнюсе (1983 г.), отборочного турнира к юношескому чемпионату мира по шахматам среди юношей (Клайпеда, 1985 г.) и др.
Чемпион СССР среди сельских шахматистов (Грузия, 1965 г.).
Призёр международных соревнований инвалидов (IPCA).
Работал шахматным тренером, а с 1979 по 2000 г. руководил шашечно-шахматным клубом города Шяуляй.
С 1 апреля 1959 г. включился в заочные шахматные турниры. Победитель трех первых чемпионатов Литвы (1960—1966 гг.), чемпион XIV первенства Европы (1981 г.). В составе команды СССР — победитель первого командного чемпионата Европы (1983 г.). Вице-чемпион V командного чемпионата Европы в составе команды Литвы (2003 г.) Чемпион VII командного первенства СССР по переписке (1984 г.), международный мастер ИКЧФ (1970 г.), SIM (1999 г.).
Участник чемпионата Европы по быстрым шахматам (Варшава, 2009). IV место среди сеньоров старше 60 лет.
30 июля 2015 г. на международном турнире в Клайпеде (Литва) в партии классических шахмат между Гинтаутас Барщаускас (Gintautas Barščiauskas) — Аницетас Уогяле (Anicetas Uogelė) был создан — открыт эталон рекордной шахматной угрозы двух двойных матов (23.º…♜a2xx и 23. …♜b1xx). Позиция фиксирована в www.chess-results.com (http://www.chess-results.com/partieSuche.aspx?lan=30&art=4&tnr=180437&rd=4) и в литовском ежедневнике «Šiaulių kraštas» («Шяуляйский край») от 18 ноября 2015 г.

## Изменения рейтинга
| Графики недоступны из-за технических проблем. См. информацию на Фабрикаторе и на mediawiki.org. |

## Сочинения
- Вариант «Раннего Дракона» пополнен исследованиями А. Уогяле (Ананд, том 11).
- Соавтор шахматной книги «Europos taurė» («Кубок Европы», Вильнюс, 1975), «Шахматы. Энциклопедический словарь.» (Москва, 1990), «Lietuvos sporto enciklopedija» («Спорт Литвы. Энциклопедия», Вильнюс, 2013).
- автор книги «Mano šachmatai» («Мои Шахматы», Вильнюс, 1993).
- Сотрудничал с составителями книг «Жагаре» (1998), «Šiaulių sportas» («Спорт Шяуляя», 1998).